# Kattalin Aguirre
Kattalin Aguirre, geboren als Catherine Lamothe (Sare, 28 augustus 1897 - Ciboure, 22 juli 1992), was een verzetsvrouw van Baskische afkomst. Tijdens de Tweede Wereldoorlog speelde ze een sleutelrol bij het herbergen en het helpen ontsnappen van vluchtende geallieerde soldaten, voornamelijk Angelsaksisch piloten, en verzetslui. Daarnaast fungeerde ze als contactpersoon tussen het bezette Frankrijk en het neutrale Spanje. Mede door haar optreden zouden naar inschatting ongeveer 1000 mensen zijn gered.

## Levensloop
Catherine Lamothe was de dochter van Martin Lamothe en Joséphine Légasse. Toen ze 13 jaar was, begon ze te werken in het Euskalduna Hotel in het Zuid-Franse Ciboure. Later zou ze naar Parijs trekken om aan de slag te gaan als dienstmeid. Op 20 april 1927 huwde ze met Pierre Aguirre, wiens familienaam ze voortaan zou overnemen. Kort daarna overleed haar echtgenoot aan de aanslepende gevolgen van een gasaanval tijdens de Eerste Wereldoorlog. Kattalin Aguirre bleef achter met haar dochter Josephine ("Fifine"). Ze verhuisde naar Ciboure en trad terug in dienst bij het Euskalduna Hotel, dat werd gerund door haar nicht Catherine Muruaga. Reeds sinds 1936 hield ze zich bezig met het opvangen van Basken die vluchtten voor de Spaanse Burgeroorlog.

### Tweede Wereldoorlog
Al van sinds het begin van de bezetting stond Aguirre in contact met smokkelaars en het zich ontluikende verzet, dit via het cliënteel dat zich regelmatig in het hotel ophield. Hieronder hoorden onder andere de gidsen Florentino Goikoetxea en Alejandro Elizalde. In 1942 kreeg ze het verzoek om drie "kinderen" (het codewoord voor vluchtelingen) te herbergen. Later zou blijken dat deze vluchtelingen werden gestuurd via Marguerite Corysande, de gravin van Grammont, die later het Margot netwerk zou oprichten. Aguirre stemde hiermee in, en bracht de vluchtelingen onder bij haar thuis. 
Aguirre werkte ook samen met de Komeetlijn, door gevluchte geallieerde piloten een onderkomen te bieden, hen van voedsel te bedienen en ze ten slotte veilig naar hun gids Florentino Goikoetxea te leiden. Via een passage door de Pyreneeën bereikten de vluchtelingen het neutrale Spanje, waar ze werden opgepikt door het Britse consulaat in Bilbao.
Aanvankelijk waren haar opdrachten beperkt tot het herbergen van piloten, soldaten of verzetsleden (waaronder Jean-François Nothomb, codenaam "Franco"), maar algauw zou ze een meer actieve rol spelen in het verzet. Marguerite Corysande bracht haar in contact met Emile Meyran (codenaam "Milito"), een agent uit Pau. Hij bundelde alle spionageberichten uit Frankrijk om die door te spelen aan het Nana netwerk, een organisatie die via de ambassade in Madrid werd gefinancierd door de Amerikaanse inlichtingendienst OSS. Aguirre kreeg de wekelijkse taak deze documenten mee te nemen naar de kust, waar ze die overhandigde aan gidsen die op hun beurt de documenten naar Spanje smokkelden. Later zou de gedreven verzetsvrouw en haar 14-jarige dochter Josephine zich ook inzetten voor het smokkelen van geld en verboden apparatuur, zoals gedemonteerde radio's waarvan de onderdelen over verschillende compartimenten werden verdeeld.
Bij haar activiteiten kon ze ook op de steun rekenen van haar buurvrouw, Gracy Ladouce, die via haar functie op de gemeentelijke bevoorradingsdienst Ciboure aan voedselbonnen kon raken.

## Onderscheidingen
- Oorlogskruis
- Médaille Militaire
- Ridder van de Nationale orde van het Legioen van Eer

## Erkenningen
- Een straat in het Franse Ciboure draagt haar naam, l'Avenue Kattalin Aguirre.
- Er bestaat een wandelroute doorheen de Pyreneeën, le Chemin de la Liberté, die is gebaseerd op de ontsnappingslijnen van de Komeetlijn.